# Giuseppe Merlo
Giuseppe Merlo, detto Beppe (Merano, 11 ottobre 1927 – Milano, 17 luglio 2019), è stato un tennista italiano.
Fu due volte finalista degli Internazionali d'Italia (1955 e 1957), due volte semifinalista agli Internazionali di Francia (1955 e 1956), quattro volte campione italiano assoluto nel singolare e fece parte della squadra italiana di Coppa Davis, vincendo 25 incontri su 35.

## Biografia

### Carriera
Figlio di Carlo, ferroviere di origini piemontesi, e di Rina Archetti, casalinga di Lavis e madre di altri tre figli, la sua carriera ha inizio quando, nel 1945, si trasferisce a Bologna per giocare nella Virtus. Esordisce vittoriosamente in Coppa Davis nel 1951, schierato contro la Polonia a risultato acquisito.
Nel 1952, viene inviato dalla Federazione in California, insieme a Fausto Gardini, per migliorare il gioco; è allenato da Mark Tennant che gli fa disputare anche alcuni incontri con i fuoriclasse Jack Kramer e Pancho Gonzales, già passati al professionismo. Nello stesso anno esordisce agli Internazionali di Francia, dove è eliminato al terzo turno da Lew Hoad; a Wimbledon, si ferma al primo turno. Incappa nell'australiano anche l'anno dopo, agli Internazionali d'Italia e, nuovamente, al Roland Garros, con lo stesso esito, rispettivamente, al primo e al terzo turno. Lo stesso anno è titolare in Coppa Davis, giocando e vincendo entrambi i singolari contro Paesi Bassi e Svezia. In tale occasione l'Italia raggiunge le semifinali della zona europea ma è eliminata 2-3 dal Belgio a Bruxelles. Merlo batte Jacques Brichant ma è sconfitto da Philippe Washer. Nella Coppa Davis 1954 Merlo è messo da parte, insieme a Fausto Gardini. Gli sono preferiti Marcello Del Bello e Orlando Sirola e poi è promosso titolare l'esordiente Nicola Pietrangeli ma l'Italia, dopo il superamento  del primo turno, non va oltre i quarti di finali, perdendo con la Svezia per 5-0. 
Nel 1955, Merlo si trova a un passo dalla grande affermazione, agli Internazionali d'Italia. Nella finale contro Fausto Gardini, infatti, è in vantaggio per due set a uno: ha due match point sul 6-5, nel quarto set, ma viene colpito dai crampi; in tali condizioni riesce anche a procurarsene un terzo, ma inutilmente ed è costretto al ritiro, sul 6-6, in preda a una crisi di nervi. Poche settimane dopo, è ammesso come testa di serie n. 7 agli Internazionali di Francia; sconfigge l'americano Vic Seixas nei quarti di finale e raggiunge le semifinali, dove perde dallo svedese Davidson, da lui superato qualche settimana prima, nel torneo di Roma. Prima di allora, solo Giorgio De Stefani nel 1932, tra gli italiani, aveva fatto di meglio nel torneo parigino. Nello stesso anno, raggiunge il quarto turno a Wimbledon dove è eliminato dal fuoriclasse Ken Rosewall. Fa un'apparizione agli Internazionali degli Stati Uniti, dove si ferma al primo turno. In Coppa Davis, Merlo torna titolare conquistando entrambi i punti contro la Germania e la Danimarca; è poi sostituito in semifinale contro la Gran Bretagna. Rientra nella vittoriosa finale europea, battendo Lennart Bergelin ma nella finale interzone, a Filadelfia contro l'Australia, gli è nuovamente preferito Sirola.

Giuseppe Merlo

L'anno dopo raggiunge i quarti di finale agli Internazionali d'Italia. Disputa ancora uno splendido Roland Garros, dove è iscritto come testa di serie n. 5. Raggiunge nuovamente, infatti, la semifinale, dove è sconfitto solo dall'australiano Lew Hoad, poi vincitore del torneo e dei due successivi tornei di Wimbledon. In Coppa Davis, è schierato anche quest'anno sino alla vittoriosa finale della zona europea, sempre contro la Svezia. A ottobre, sconfigge Nicola Pietrangeli in cinque set e si laurea per la prima volta campione italiano assoluto. In Coppa Davis è nuovamente titolare nel singolare. Conquista i due punti al primo turno contro la Polonia. Contro la Danimarca perde in apertura contro il forte Kurt Nielsen ma poi conquista il punto decisivo per il passaggio del turno. Nella difficile trasferta del Roland Garros (3-2 per l'Italia) perde con Paul Remy ma poi batte Pierre Darmon. Contribuisce al trionfo italiano nella finale europea in trasferta contro la Svezia (5-0) battendo Ulf Schmidt. Tuttavia ancora una volta, nella finale interzone contro gli Stati Uniti, sull'erba di Forrest Hills, è lasciato a casa, per far posto a Sirola anche nel singolare. Risultatoː 4-1 per gli Stati Uniti.
Nel 1957, Merlo raggiunge nuovamente la finale agli Internazionali d'Italia ma, pur con i favori del pronostico, è sconfitto in tre soli set da Nicola Pietrangeli. Al Roland Garros è testa di serie n. 4 e raggiunge i quarti di finale. Torna titolare nella squadra nazionale azzurra che raggiunge la finale nella zona europea ma si trova davanti l'insormontabile ostacolo belga, a cui regala entrambi i punti (sconfitte con Brichant e Washer). . A fine anno si conferma campione italiano assoluto nel singolare, battendo in finale Orlando Sirola in cinque set.
Agli Internazionali d'Italia del 1958, Merlo raggiunge i quarti di finale, così come agli Internazionali di Francia, dove è testa di serie n. 8. È schierato una sola volta, in Coppa Davis, nella facile semifinale interzone contro le Filippine. Raggiunge ancora i quarti di finale agli Internazionali d'Italia del 1959, dove è sconfitto dal cileno Ayala, che lo supera anche agli ottavi di finale del Roland Garros. Nello stesso anno, raggiunge il secondo turno a Wimbledon ed è schierato ancora due volte in Coppa Davis, a risultati acquisiti.
Nel 1960, Merlo disputa un altro splendido torneo di Roma: sconfigge l'australiano Neale Fraser nei quarti di finale e si arrende soltanto in semifinale, all'americano Barry MacKay. Al Roland Garros è testa di serie n. 12 e raggiunge gli ottavi di finale. Sull'erba di Wimbledon, si ferma al secondo turno.  Non è titolare della squadra azzurra che contende all'Australia la Coppa Davis nella finalissima. Gli si continua a preferire come singolarista Orlando Sirola e addirittura il giovane Sergio Tacchini, a risultato acquisito. In ottobre, però, si laurea per la terza volta campione italiano assoluto battendo in finale proprio Tacchini in tre set.
Agli Internazionali d'Italia del 1961, Merlo cede soltanto ai quarti di finale al fuoriclasse Rod Laver. Non gareggia a Parigi, dove è stato testa di serie per sei anni consecutivi; perde al primo turno a Wimbledon. Ormai trentaquattrenne, è schierato una sola volta in Coppa Davis, a risultato acquisito. 
Anche nel 1962, tuttavia, entra nei primi sedici, agli Internazionali di Francia. Nel 1963, è campione italiano per la quarta volta battendo ancora Tacchini in tre set. Due anni dopo, la crisi della nazionale di Coppa Davis costringe il capitano non giocatore Vasco Valerio a richiamarlo come titolare e, a trentasette anni, gioca gli ultimi incontri di singolare ma non riesce a conquistare il terzo punto contro il modesto ma più fresco Holeček. L’Italia è così eliminata dalla Cecoslovacchia per 3-2.
Complessivamente ha giocato, con la maglia azzurra, 35 incontri di Coppa Davis, vincendone 25. Ha gareggiato sino al 1970, vincendo in tutto ventidue tornei.

### Caratteristiche tecniche
(Nicola Pietrangeli)
Fu tra i primi al mondo ad effettuare il rovescio a due mani, colpo grazie al quale costruì un gioco di grande efficacia, integrandolo con doti naturali di precisione, resistenza e recupero. Il giornalista specializzato Gianni Clerici disse di luiː «Vidi i grandi del tempo attaccare quel suo insolito rovescio e venirne quasi sempre passati. La battuta era tanto femminea da essere ancor più attaccabile, ma Beppe l'aveva resa difficilissima per il rimbalzo molto basso, svuotato di forza».
I risultati e le sue caratteristiche tecniche, tuttavia, non gli evitarono di essere ferocemente criticato come "gracile dongiovanni della racchetta", nelle vignette satiriche del periodico "Il Guerin Sportivo".

## Statistiche

### Singolare

#### Vittorie (24)
| No. | Anno | Torneo                                                        | Superficie  | Avversario in finale | Punteggio               |
| 1.  | 1950 | Torneo internazionale di Trieste, Trieste                     | Terra rossa | Vanni Canepele       | 10-12, 6-2, rit.        |
| 2.  | 1951 | Torneo del Club Gallia, Cannes                                | Terra rossa | Milan Branovic       | 7-5, 6-2, 7-5           |
| 3.  | 1951 | Torneo internazionale di Beaulieu, Beaulieu-sur-Mer           | Terra rossa | Paul Remy            | 7-5, 6-2, 7-5           |
| 4.  | 1951 | Torneo internazionale di Natale, Barcellona                   | ?           | Eugene Garrett       | 6-1 6-1 6-2             |
| 5.  | 1951 | Torneo di Valencia, Valencia                                  | Terra rossa | Eugene Garrett       | 6-2 6-4 6-3             |
| 6.  | 1955 | Internazionali di Germania al coperto, Colonia                | Cemento (i) | Orlando Sirola       | 8-6 4-6 6-3 1-6 6-3     |
| 7.  | 1955 | Campionato partenopeo, Napoli                                 | Terra rossa | Fausto Gardini       | 6-1 6-3 6-4             |
| 8.  | 1956 | Campionati Internazionali di Sicilia, Palermo                 | Terra rossa | Hugh Stewart         | 6-4 8-10 6-3 6-2        |
| 9.  | 1956 | Torneo Internazionale di Venezia, Venezia                     | Terra rossa | Jaroslav Drobny      | 6-4, 6-2, 6-2           |
| 10. | 1957 | Campionati Internazionali di Sicilia, Palermo (2)             | Terra rossa | Hamilton Richardson  | 2-6, 6-4, 6-1, 6-0      |
| 11. | 1957 | Torneo Internazionale di Venezia, Venezia (2)                 | Terra rossa | Nicola Pietrangeli   | 0-6, 6-1, 8-6, 6-4      |
| 12. | 1959 | India Hard Court Championships, Bombay                        | Terra rossa | Ramanathan Krishnan  | 6-4, 6-3, 6-4           |
| 13. | 1959 | Torneo di Baden Baden, Baden Baden                            | Terra rossa | Rupert Huber         | 6-3 5-7 6-4 2-6 6-4     |
| 14. | 1959 | Internazionali di Alessandria d'Egitto, Alessandria d'Egitto  | Terra rossa | Nicola Pietrangeli   | 4-6, 6-4, 7-5, 6-3      |
| 15. | 1959 | Torneo di Reggio Calabria, Reggio Calabria                    | Terra rossa | Nicola Pietrangeli   | 2-6, 6-1, 4-6, 7-5, 6-1 |
| 16. | 1959 | Torneo Internazionale di Bologna, Bologna                     | Terra rossa | Mario Llamas         | 8-6, 6-2, 6-2           |
| 17. | 1960 | Torneo Internazionale di Reggio Calabria, Reggio Calabria (2) | Terra rossa | Peter Scholl         | 5-7, 9-7, 6-4, 6-4      |
| 18. | 1960 | Torneo internazionale di Viareggio, Viareggio                 | Terra rossa | Orlando Sirola       | 6-4, 6-3, 6-1           |
| 19. | 1960 | Torneo di Ortisei, Ortisei                                    | Terra rossa | Hugh Stewart         | 6-1, 6-0, 6-2           |
| 20. | 1960 | Torneo di Stresa, Stresa                                      | Terra rossa | Pancho Contreras     | 6-2, 8-6, 6-4           |
| 21. | 1963 | Torneo Internazionale di Reggio Calabria, Reggio Calabria(3)  | Terra rossa | Ken Fletcher         | 6-4, 6-4, 7-5           |
| 22. | 1967 | Torneo Internazionale di Reggio Calabria, Reggio Calabria (4) | Terra rossa | Owen Davidson        | 4-6, 6-1, 6-4, 6-1      |
| 23. | 1967 | Torneo Internazionale di Sankt Moritz, Sankt Moritz           | ?           | Eduardo Zuleta       | 6-2, 6-3                |
| 24. | 1969 | Torneo Internazionale di Beaulieu, Beaulieu-sur-Mer(2)        | Terra rossa | Bernard Montrenaud   | 6-2, 6-2                |

#### Finali perse (35)
| No. | Anno | Torneo                                                       | Superficie  | Avversario in finale | Punteggio                |
| 1.  | 1950 | Torneo internazionale di Venezia, Venezia                    | Terra rossa | Gianni Cucelli       | 6-1, 6-3, 2-6, 6-0       |
| 2.  | 1950 | Torneo internazionale di Natale, Barcellona                  | ?           | Pedro Masip          | 2-6, 7-5, 1-6, 6-2, 7-5  |
| 3.  | 1954 | Torneo internazionale di Viareggio, Viareggio                | Terra rossa | Enrique Morea        | 6-4, 6-8, 6-1, 8-6       |
| 4.  | 1953 | Torneo internazionale di Istanbul, Istanbul                  | Terra rossa | Paul Remy            | 6-4, 6-4, 4-6, 2-6, 6-4  |
| 5.  | 1954 | Torneo di Cava dei Tirreni, Cava dei Tirreni                 | Terra rossa | Jaroslav Drobny      | 6-2, 6-8, 4-6, 6-4, 6-1  |
| 6.  | 1954 | Torneo di Cortina d'Ampezzo, Cortina d'Ampezzo               | Terra rossa | Jaroslav Drobny      | 6-1, 6-0, 6-4            |
| 7.  | 1954 | Torneo Internazionale di Venezia, Venezia (2)                | Terra rossa | Fausto Gardini       | 6-3 6-4 2-6 7-5          |
| 8.  | 1954 | Torneo di Baden Baden, Baden Baden                           | Terra rossa | Jaroslav Drobny      | 6-2 6-3 9-11 4-6 6-2     |
| 9.  | 1955 | Internazionali di Alessandria d'Egitto, Alessandria d'Egitto | Terra rossa | Fausto Gardini       | 8-6, 6-0, 8-6            |
| 10. | 1955 | Torneo Internazionale di Firenze, Firenze                    | Terra rossa | Fausto Gardini       | 3-6, 3-6, 6-0, 6-0 rit.  |
| 11. | 1955 | Internazionali d'Italia, Roma                                | Terra rossa | Fausto Gardini       | 6-1, 1-6, 3-6, 6-6 rit.  |
| 12. | 1956 | Campionato partenopeo, Napoli                                | Terra rossa | Lew Hoad             | 6-2, 7-5, 8-6            |
| 13. | 1956 | Torneo Internazionale di Viareggio, Viareggio (2)            | Terra rossa | Nicola Pietrangeli   | 5-7, 3-6, 6-1, 6-4, 6-2  |
| 14. | 1956 | Torneo di Ortisei, Ortisei                                   | Terra rossa | Nicola Pietrangeli   | 3-6, 4-6, 4-6, 6-2, 6-2  |
| 15. | 1957 | Torneo Internazionale di Firenze, Firenze (2)                | Terra rossa | Ashley Cooper        | 6-2 6-2 6-2              |
| 16. | 1957 | Internazionali d'Italia, Roma (2)                            | Terra rossa | Nicola Pietrangeli   | 8-6 6-2 6-4              |
| 17. | 1958 | Internazionali d’Egitto, Il Cairo                            | Terra rossa | Nicola Pietrangeli   | 2-6, 6-2, 6-2, 6-4       |
| 18. | 1958 | British Hard Court Championships, Bournemouth                | Erba        | Billy Knight         | 5-7, 6-0, 6-2, 6-3       |
| 19. | 1959 | Internazionali del Kerala, Trivandrum                        | ?           | Ramanathan Krishnan  | 8-6, 6-0, 6-1            |
| 20. | 1959 | Internazionali d’Egitto, Il Cairo (2)                        | Terra rossa | Nicola Pietrangeli   | 6-2, 6-3, 6-1            |
| 21. | 1959 | Torneo Internazionale di Catania, Catania                    | Terra rossa | Nicola Pietrangeli   | 6-4, 6-2, 6-0            |
| 22. | 1960 | Internazionali d’Egitto, Il Cairo (3)                        | Terra rossa | Nicola Pietrangeli   | 5-7, 6-2, 6-3, 6-3       |
| 23. | 1960 | Torneo Internazionale di Tunisi, Tunisi                      | Terra rossa | Jacques Brichant     | 6-2, 8-10, 6-4, 3-6, 6-3 |
| 24. | 1960 | Campionati Internazionali di Sicilia, Palermo                | Terra rossa | Mario Llamas         | 6-4, 3-6, 6-3, 4-6, 6-2  |
| 25. | 1960 | Torneo Godó, Barcellona                                      | Terra rossa | Andrés Gimeno        | 6-1, 6-2, 6-1            |
| 26. | 1960 | Torneo Internazionale di San Sebastián, San Sebastián        | Terra rossa | Manuel Santana       | 6-3, 7-5, 6-4            |
| 27. | 1960 | Internazionali del Marocco, Casablanca                       | Terra rossa | Manuel Santana       | 1-6, 6-4, 6-4, 6-4       |
| 28. | 1961 | Torneo internazionale di Grenoble, Grenoble                  | Terra rossa | Robin Sanders        | 3-6, 2-6, 8-6, 6-4, 6-1  |
| 29. | 1961 | Torneo internazionale di Cannes, Cannes                      | ?           | Ulf Schmidt          | 6-4, 4-6, 6-4, 6-0       |
| 30. | 1961 | Torneo internazionale di Berlino, Berlino                    | ?           | Warren Woodcock      | 6-2, 0-6, 6-4, 6-?       |
| 31. | 1961 | Torneo di Ortisei, Ortisei(2)                                | Terra rossa | Ronald Barnes        | 8-6, 6-1, 6-3            |
| 32. | 1964 | Internazionali d'Austria, Vienna                             | ?           | Boro Jovanović       | 4-6, 6-3, 6-3, 6-0       |
| 33. | 1964 | Torneo Internazionale di Düsseldorf, Düsseldorf              | ?           | Ken Fletcher         | 9-7, 1-6, 6-2            |
| 34. | 1965 | Torneo Internazionale di Catania, Catania (2)                | Terra rossa | Martin Mulligan      | 6-2, 6-3, 6-1            |
| 35. | 1969 | Torneo di Mentone, Mentone                                   | Terra rossa | Geza Varga           | 6-0 7-5                  |

### Doppio

#### Vittorie (3)
| No. | Anno | Torneo                                        | Superficie  | Compagno           | Avversari in finale           | Punteggio     |
| 1.  | 1955 | Scandinavian Indoor Championships, Oslo       | Indoor      | Giorgio Fachini    | ? ?                           | ?             |
| 2.  | 1959 | Torneo Internazionale di Messina, Messina (2) | Terra rossa | Nicola Pietrangeli | Franco Antinori Carlo Giauna  | 6-3, 6-2, 6-2 |
| 3.  | 1965 | Campionati Internazionali di Sicilia, Palermo | Terra rossa | Martin Mulligan    | William Alvarez Frew McMillan | 7-5, 6-3, 6-3 |

#### Finali perse (2)
| No. | Anno | Torneo                                        | Superficie  | Compagno        | Avversari in finale                 | Punteggio          |
| 1.  | 1952 | Campionati Internazionali di Sicilia, Palermo | Terra rossa | Renato Gori     | Jaroslav Drobny Milan Matous        | 6-8, 6-0, 6-2, 6-2 |
| 2.  | 1965 | Campionato partenopeo, Napoli                 | Terra rossa | Martin Mulligan | Sergio Tacchini Jean-Claude Barclay | 8-6, 6-1           |

### Doppio misto[20]

#### Vittorie (1)
| No. | Anno | Torneo                | Superficie | Compagna    | Avversari in finale   | Punteggio     |
| 1.  | 1959 | Manly Seaside, Sydney | Erba       | Thelma Long | Mary Hawthon Jack May | 7-5, 10-12, ? |

#### Finali perse (4)
| No. | Anno | Torneo                                      | Superficie       | Compagna              | Avversari in finale              | Punteggio |
| 1.  | 1958 | Internazionali d’Egitto, Il Cairo           | Terra rossa      | Sofia Menache         | Dorothy Head Knode Barry MacKay  | 6-0, 6-3  |
| 2.  | 1958 | Internazionali di Monaco, Monaco di Baviera | Terra rossa      | Maria Chiara Ramorino | Angela Mortimer Robert Haillet   | 6-3, 6-3  |
| 3.  | 1960 | Canet Cup, Parigi                           | Sintetico indoor | Marie-Odile Bouchet   | Pierrette Seghers Georges Deniau | 6-3, 6-2  |
| 4.  | 1969 | Montana International, Crans-Montana        | Terra rossa      | Lesley Hunt           | Esme Emanuel Stefan Koudelka     | 6-2, 6-4  |